# Білінська Ганна Григорівна
Ганна Григорівна Білінська (листопад 1925, с. Лозова Шаргородського району Вінницької області — 9 серпня 1987) — Герой Соціалістичної Праці.

## Біографічні відомості
Народилась у сім'ї колгоспників Григорія та Ольги, мала сестру Надію. Закінчила два класи чотирирічної школи.
Працювала у колгоспі, де виконувала різні роботи. Згодом Гарну Білінська обрано ланковою рільничої ланки.
У 22-річному віці отримала звання Героя Соціалістичної Праці з нагородженням орденом Леніна. Ланка Ганни Григорівни на площі 8,25 га виростила урожай пшениці по 33,43 ц/га.